# Henri-François Riesener
Henri-François Riesener (n. 19 octombrie 1767, Paris, Regatul Franței – d. 7 februarie 1828, Paris, Franța) a fost un pictor francez specializat în realizarea de portrete și miniaturi. A fost fiul ebenistului de origine germană Jean-Henri Riesener⁠(d) (1743–1806) și tatăl pictorului romantic Léon Riesener⁠(d) (1808–1878).

## Biografie

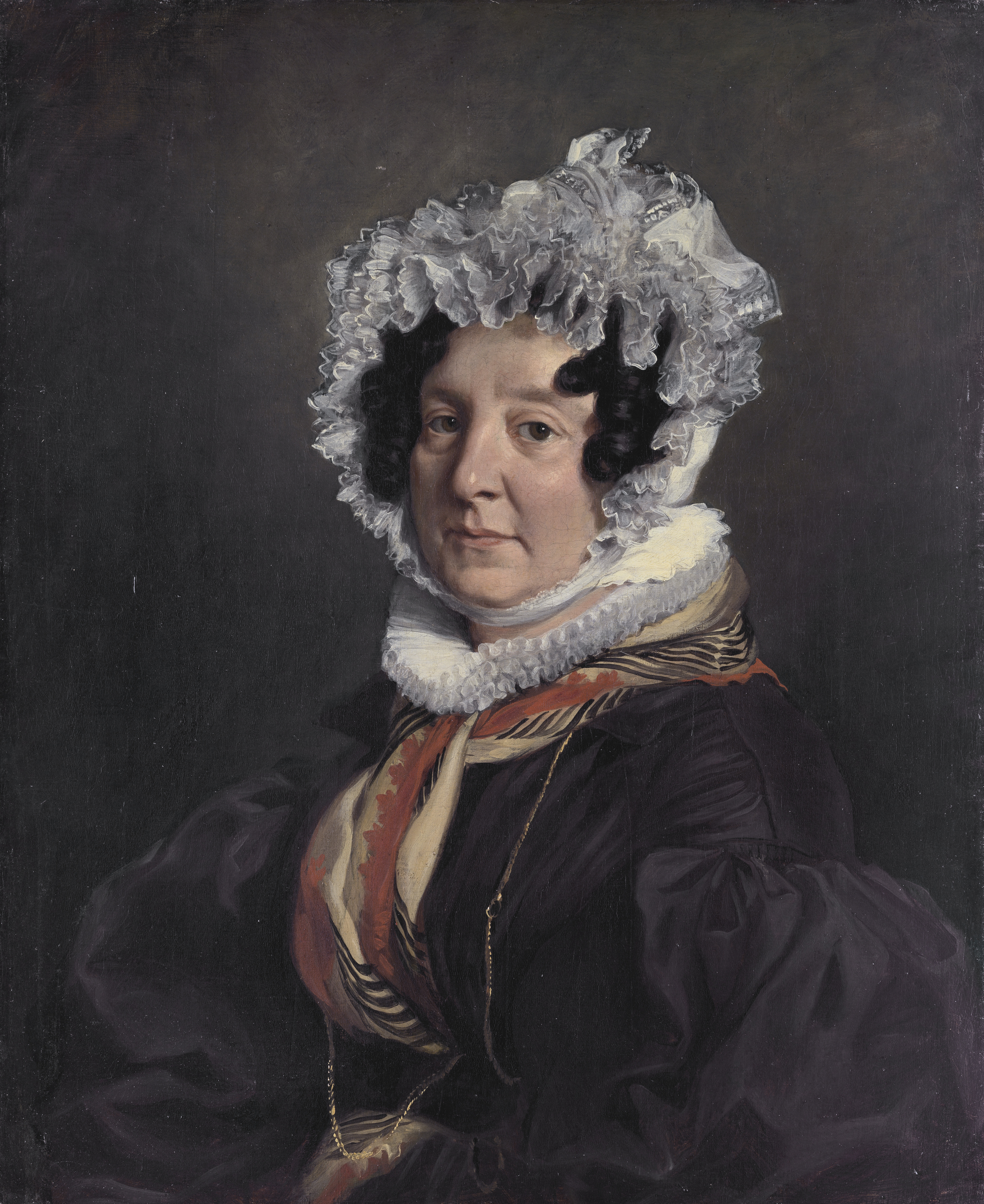
Félicité Longrois, 1786–1847 (Eugène Delacroix, 1835)

Studiind mai întâi sub îndrumarea lui François-André Vincent, apoi a lui Jacques-Louis David, a părăsit în cele din urmă atelierul lui David pentru a se alătura armatei la izbucnirea Războaielor Revoluționare Franceze, luptând în Italia și Egipt.
La întoarcerea sa în Franța, Riesener a început să lucreze ca portretist și miniaturist. Lucrările sale au fost prezentate la Salonul de la Paris, unde a expus portretele lui Eugène de Beauharnais, generalului de brigadă Michel Ordener, a lui madame Sallandrouze, a contelui de Cessac  și a lui Charles Maurice de Talleyrand-Périgord, printre alții.
Riesener a pictat, de asemenea, cântăreții de la Opéra-Comique⁠(d) și a realizat un portret al vărului său André-Antoine Ravrio⁠(d), un faimos sculptor în bronz la curtea lui Napoleon, care este acum expus la Muzeul Luvru. A realizat 50 de copii ale portretului său original al lui Napoleon I, desenat în timpul unei cine. În 1807, s-a căsătorit cu Félicité Longrois, „dame d'annonce” (doamnă de onoare) a împărătesei Joséphine.
Ulterior, a acceptat comenzi din partea unor patroni britanici. Odată ce armata britanică a părăsit Parisul, au fost puține comenzi disponibile, așa că s-a mutat în Rusia în 1815, lăsându-și soția și fiul său Léon în urmă la Paris. A rămas în Rusia și Polonia timp de șapte ani, rămânând la Moscova (1816–1823), Sankt Petersburg și Varșovia. A pictat toate celebritățile de acolo și a colaborat cu Swebach-Desfontaines⁠(d) la un portret ecvestru al lui Alexandru I al Rusiei.
S-a întors la Paris în 1823 și, în cei cinci ani înainte de moartea sa în 1828, a reușit să-i ofere fiului său Léon primele lecții de desen și să-i câștige un post în atelierul lui Antoine-Jean Gros, precum și să îi asigure nepotului Eugène Delacroix un loc în studioul lui Pierre-Narcisse Guérin.

## Lucrări principale
- Portretul the painter Maurice Quays⁠(d) (1797–1799), 45x56 cm, Muzeul Luvru
- Doamna Riesener și sora sa doamna Longroy (1802), 46x61 cm.
- Portretul lui André-Antoine Ravrio⁠(d) (1812), 117x90 cm, Muzeul Luvru
- Portretul Joséphinei Fridrix (1813), 115x88 cm, Muzeul Ermitaj, Sankt Petersburg
- Portretul lui Piotr Lașinov,(1816–1821), 68,5x56 cm, Muzeul Ermitaj, Sankt Petersburg
- Portretul lui S. P. Apraksina (1818), 175x120 cm, Muzeul Ermitaj, Sankt Petersburg
- Portretul prințesei Dolgoroukaya, 125x96,8 cm, Pushkin Museum⁠(d), Moscova
- Portretul unei doamen (1818), Hood Museum of Art⁠(d), New Hampshire
- Mamă și fiică (1816–1823), 65x54 cm, Sinebrychoffin Taidemuseo, Helsinki
- Portretul lui Louise-Rosalie Dugazon, cântăreață faimoasă la Opéra-Comique, Musée Carnavalet⁠(d)

## Galerie

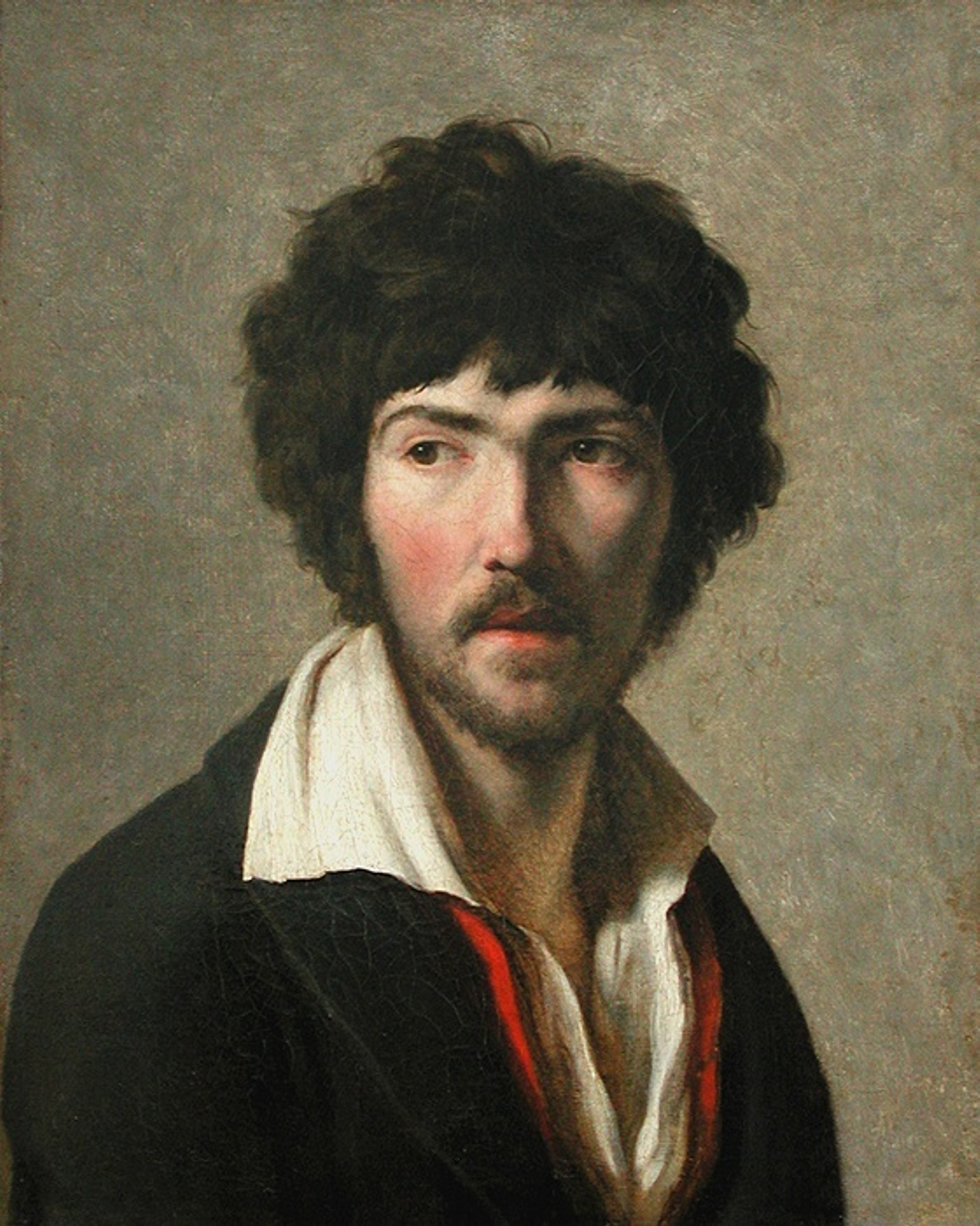
Portretul lui Maurice Quays (1797-1799)
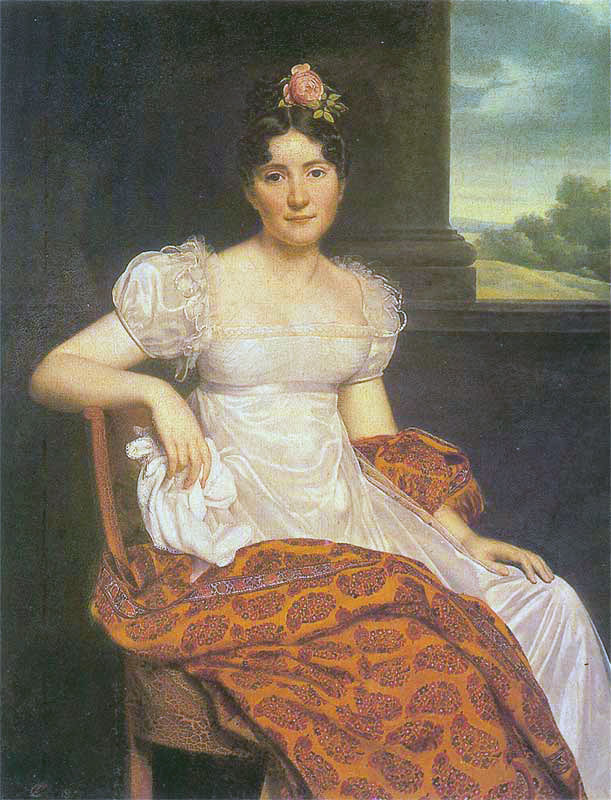
Portretul Joséphinei Fridrix (1813)
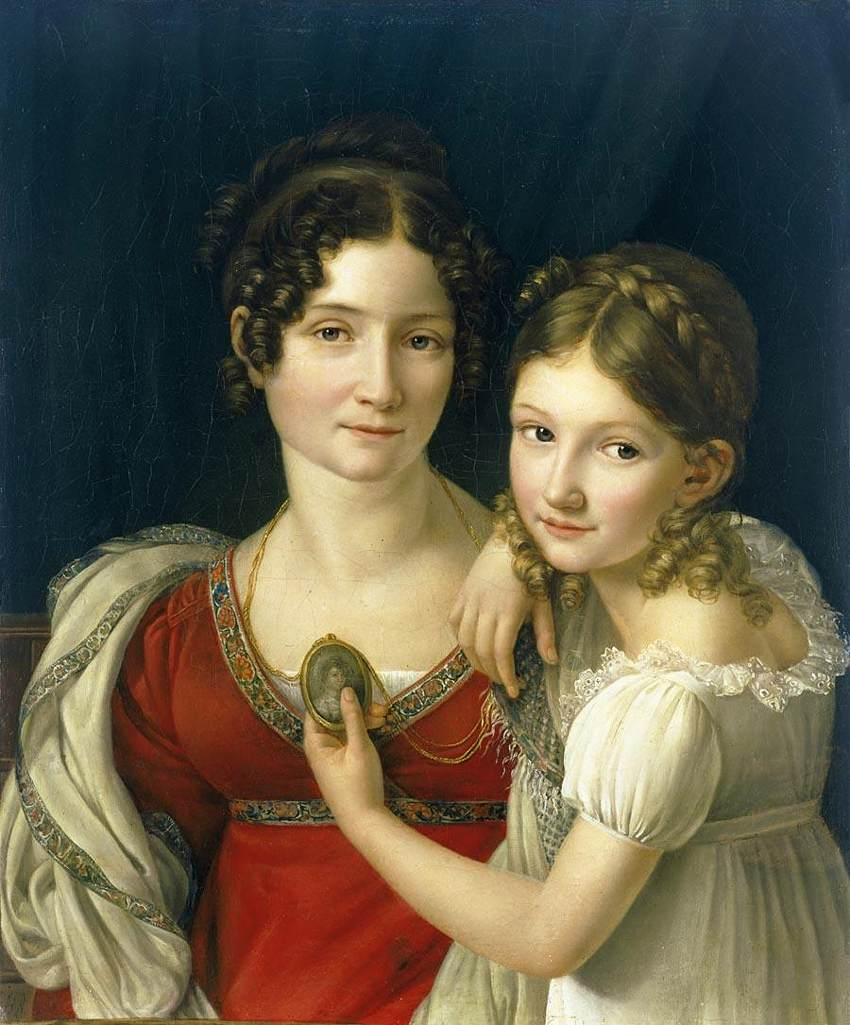
Mamă și fiică (1816-1823)
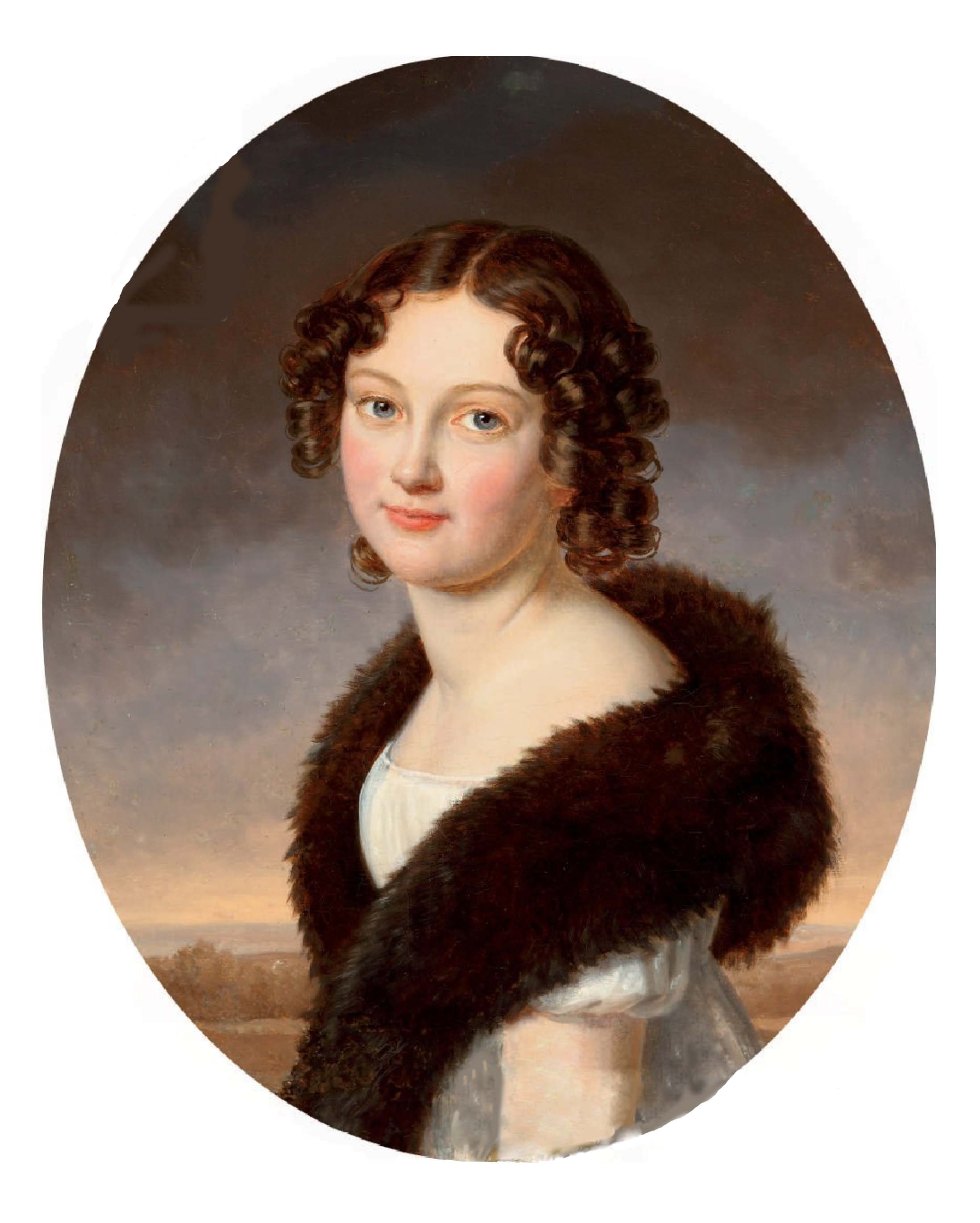
Portretul lui Hélène Zavadovsky (c. 1820)